# Daniel Wellington
Daniel Wellington (укр. Деніел Веллінгтон) — шведський годинниковий бренд, заснований у 2011 році Філіпом Тайсандером. DW використовує мінімалістичний дизайн та маркетинг у соціальних мережах, щоб продавати годинники молодому поколінню споживачів. За час свого існування Деніел Веллінгтон продав понад 6 мільйонів годинників; компанія досягла цього успіху завдяки своїй сучасній стратегії промоції в соціальних мережах, зокрема в Instagram.

## Опис
Штаб-квартира компанії розташована в центральній частині Стокгольма. Компанія продає годинники через своїх партнерів у більш ніж 25 країнах.
Годинники виготовляються в Китаї, але дизайн розробляється в Швеції. Годинники використовують кварцовий механізм, виготовлений японською компанією Miyota, зі шкіряними фасонами з використанням італійської шкіри. Їхній «класичний» асортимент годинників названий на честь британських топонімів. У лютому 2017 року Деніел Веллінгтон був визнаний найбільш швидкозростаючою приватною компанією в Європі. У 2016 році компанія отримала 230 мільйонів доларів доходу та 111,5 мільйона доларів прибутку.